# Piddig
Piddig è una municipalità di quarta classe delle Filippine, situata nella Provincia di Ilocos Norte, nella Regione di Ilocos.
Piddig è formata da 23 baranggay:
- Ab-abut
- Abucay
- Anao (Pob.)
- Arua-ay
- Bimmanga
- Boyboy
- Cabaroan (Pob.)
- Calambeg
- Callusa
- Dupitac
- Estancia
- Gayamat

- Lagandit
- Libnaoan
- Loing (Pob.)
- Maab-abaca
- Mangitayag
- Maruaya
- San Antonio
- Santa Maria
- Sucsuquen
- Tangaoan
- Tonoton